# Godfried van Dalenbroek
Godfried van Dalenbroek, ook Godfried II van Heinsberg, genaamd van Daelenbroeck, gestorven te Roermond 1395, was een zoon van Jan I van Heinsberg Dalenbroek, die een broer was van Diederik van Heinsberg, en van Catharina van Voorne. Zijn oom Diederik van Heinsberg was de laatste graaf van Loon. Godfried eiste als erfpretendent in het jaar 1361 de titels op van graaf van Loon en graaf van Chiny, maar de Luikse bisschop Engelbert van der Mark eiste onmiddellijk Loon op, conform een akkoord van 1190. Hierop brak de tweede Loonse successiestrijd (1361-1366) uit. Engelbert riep de aanhechting van Loon bij Luik uit en liet Loon door zijn troepen bezetten. Een jaar later, op 25 januari 1362, verkocht Godfried van Dalenbroek als heer van Heinsberg, Blankenberg en Leeuwenberg, de graafschappen Loon en Chiny aan zijn neef Arnold van Rummen. Op 16 juni 1362 verkocht Arnold het graafschap Chiny aan de graaf van Luxemburg, die met het bisdom Luik over het graafschap Loon in ernstige moeilijkheden verkeerde.

## Huwelijken en kinderen
Godfried huwde in 1357 met Filippa, een dochter van Willem VI van Gulik en  Johanna van Henegouwen, en werd de vader van:
- Maria van Heinsberg (ca. 1350-?). Zij trouwde met Reinhard van Reifferscheidt heer van Reifferscheidt en ambtsman in Zulpich (ca. 1346-?). Hij was een zoon van Johann IV van Reifferscheidt-Salm Edelherrn van Reifferscheidt (ca. 1310-1367) en Mathilde van Randerath (ca. 1311-1367).
- Johanna (ca. 1352-?), in 1375 gehuwd met Willem IV van Hoorn (?-1415).
- Johan II van Loon-Heinsberg (ca. 1360-1438), heer van Heinsberg en Dalenbroek, (1404) gouverneur van Limburg en stadhouder van het Land van Valkenburg.
- Godfried van Chiny (ca. 1362-1438?), kanunnik in Utrecht of Maastricht.[1]
- Filippa (ca. 1367-), gehuwd met Gerard van Tomberg-Landskron en met graaf Gumprecht van Neuenahr.
- Catharina van Heinsberg (ca. 1370-?). Zij trouwde in 1389 met Gijsbert van Buren (ca. 1366-?). Hij was een zoon Allard V van Buren (1340-1403) en Elisabeth van Bronckhorst (?-1413).